# Derivado (química)
En química, un derivado es un compuesto que deriva de un compuesto similar a través de  una reacción química . 
En el pasado, derivado también significaba que un compuesto que puede suponerse que  surge de otro compuesto, si un átomo o grupo de átomos se reemplazara por otro átomo o grupo de átomos, pero el lenguaje químico moderno ahora usa el término análogo estructural para ese significado, eliminando así la ambigüedad.  El término "análogo estructural" es común en química orgánica . 
En bioquímica, la palabra se usa para compuestos que al menos teóricamente pueden formarse a partir del compuesto precursor .
Se pueden usar derivados químicos para facilitar el análisis. Por ejemplo, el análisis del punto de fusión (PF) puede ayudar a identificar muchos compuestos orgánicos. Se puede preparar un derivado cristalino, como una semicarbazona o 2,4-dinitrofenilhidrazona (derivada de aldehídos o cetonas ), como forma sencilla para verificar la identidad del compuesto original, asumiendo que haya una tabla de valores de PF de los derivados. Antes de la llegada del análisis espectroscópico, tales métodos eran ampliamente utilizados......